# المغترب (فلم 2012)
المغترب هو فيلم إثارة كندي بلجيكي أُصْدِرَ عام 2012 من إخراج فيليب ستولزل ، بطولة آرون إيكهارت وأولجا كوريلينكو.

## قصة
تتمحور القصة حول بن لوغان (آرون إيكهارت) ، عميل سابق لوكالة المخابرات المركزية وآيمي (ليانا ليبراتو) ، ابنته المنفصلة التي تُجبر على الفرار عندما يمحو أصحاب العمل جميع سجلات وجوده ، ويضعون علامة على كل منهما لإنهائه كجزء من مؤامرة دولية واسعة النطاق.

## روابط خارجية
مقالات تستعمل روابط فنية بلا صلة مع ويكي بيانات